# Cachoeira Alta
Cachoeira Alta is een gemeente in de Braziliaanse deelstaat Goiás. De gemeente telt 8.235 inwoners (schatting 2009).

## Aangrenzende gemeenten
De gemeente grenst aan Aparecida do Rio Doce, Caçu, Paranaiguara, Quirinópolis en Rio Verde.